# Karupmøllerita-Ca
La karupmøllerita-Ca és un mineral de la classe dels silicats, que pertany al supergrup de la labuntsovita. Rep el nom en honor de Sven Karup-Møller (1936-), mineralogista de la Universitat Tècnica de Dinamarca i descobridor del mineral.

## Característiques
La karupmøllerita-Ca és un ciclosilicat de fórmula química (Na,Ca,K)₂Ca(Nb,Ti)₄(Si₄O₁₂)₂(O,OH)₄·7H₂O. Va ser aprovada com a espècie vàlida per l'Associació Mineralògica Internacional l'any 2001, i la primera publicació data del 2002. La seva duresa a l'escala de Mohs és 5.
Segons la classificació de Nickel-Strunz, la karupmøllerita-Ca pertany a «09.CE - Ciclosilicats amb enllaços senzills de 4 [Si₄O₁₂]8- (vierer-Einfachringe), sense anions complexos aïllats» juntament amb els següents minerals: papagoïta, verplanckita, baotita, nagashimalita, taramel·lita, titantaramel·lita, barioortojoaquinita, byelorussita-(Ce), joaquinita-(Ce), ortojoaquinita-(Ce), estronciojoaquinita, estroncioortojoaquinita, ortojoaquinita-(La), labuntsovita-Mn, nenadkevichita, lemmleinita-K, korobitsynita, kuzmenkoïta-Mn, vuoriyarvita-K, tsepinita-Na, labuntsovita-Mg, labuntsovita-Fe, lemmleinita-Ba, gjerdingenita-Fe, neskevaaraïta-Fe, tsepinita-K, paratsepinita-Ba, tsepinita-Ca, alsakharovita-Zn, gjerdingenita-Mn, lepkhenelmita-Zn, tsepinita-Sr, paratsepinita-Na, paralabuntsovita-Mg, gjerdingenita-Ca, gjerdingenita-Na, gutkovaïta-Mn, kuzmenkoïta-Zn, organovaïta-Mn, organovaïta-Zn, parakuzmenkoïta-Fe, burovaïta-Ca, komarovita i natrokomarovita.

## Formació i jaciments
Va ser descoberta a la vall del rierol Mellemelv, al fiord Kangerluarsuk, dins el complex d'Ilímaussaq, a la oocalitat de Narsaq (Kujalleq, Groenlàndia), on sol trobar-se associada a l'epistolita. Es tracta de l'únic indret de tot el planeta on ha estat descrita aquesta espècie mineral.